# Oxyepoecus bruchi
Oxyepoecus bruchi é uma espécie de insecto da família Formicidae.
É endémica da Argentina.